# 秋田火力発電所
秋田火力発電所（あきたかりょくはつでんしょ）は、秋田県秋田市飯島字古道下川端217-6にあった東北電力の石油火力発電所。

## 概要
男鹿半島を望む海岸沿いに位置する。重油を主な燃料とする火力発電所は東北電力管内で唯一のものであった。1970年8月に1号機が運転を開始、東日本大震災後に設置された緊急設置電源を含めて5号機までが建設され、秋田県内をはじめ東北地域に電力を供給していた。所有する4カ所の地熱発電所の遠方監視業務も行っていた。
一時は管内最大規模の発電能力があったが、後に燃料価格が安い石炭火力発電へのシフトが進み、1号機は設備の老朽化や稼働率の低下などにより2003年12月に廃止された。2〜4号機も設置から40年前後が経過し老朽化が進んだことから、2019年9月1日に3号機が廃止され、2019年度の設備稼働率が7.5 %に低下した2号機も2020年3月31日に廃止された。残る4号機も2024年（令和6年）7月1日に廃止された（当初は2023年〈令和5年〉3月廃止予定だったが延期）。全機廃止によって秋田火力発電所そのものを廃止する方向で検討されており、今後は燃料除去・送電線切り離しなどに続いて2025年度から建物の撤去が行われる予定。
全機廃止後の跡地利用法については、二酸化炭素排出量の多い石炭火力発電所である能代火力発電所の補完として風力発電所にする案が出されていた。2021年9月24日、東北電力は風力発電向けの風車のメンテナンス技術を指導する訓練所を構内に設置し、子会社の東北電力リニューアブルエナジー・サービスが運営することを発表した。

## 発電設備
- 総面積：約50万9千m2

1号機
定格出力：35万kW
使用燃料：重油、原油
営業運転期間：1970年（昭和45年）8月 - 2003年（平成15年）12月27日
2号機
定格出力：35万kW
使用燃料：重油、原油
営業運転期間：1972年（昭和47年）2月 - 2020年（令和2年）3月31日
3号機
定格出力：35万kW
使用燃料：重油、原油
営業運転期間：1974年（昭和49年）11月 - 2019年（令和元年）9月1日
4号機
定格出力：60万kW
使用燃料：重油、原油
営業運転期間：1980年（昭和55年）7月 - 2024年（令和6年）7月1日

### 緊急設置電源
2011年3月11日の東北地方太平洋沖地震と津波により複数の発電施設が被災し、電力供給力が大幅に低下したため、緊急設置電源が新設された。
設置初年度である2012年度には2億4900万kWhを発電したが、2017年度は300万kWh、2018年度は8月に2日間稼働しただけで100万kWhにまで減少した。このため東北電力は2018年度（平成30年度）の供給計画で、今後の需要の見通しや、建設中の能代火力発電所3号機・上越火力発電所1号機の開発計画などを踏まえ、秋田火力発電所5号機および東新潟火力発電所5号機・新潟火力発電所4号機の廃止を発表。秋田5号機は当初2018年9月に廃止する予定だったが、需給の厳しい冬場を過ぎるまで延期し、2019年3月15日に廃止された。廃止後、ガスタービンは東新潟4-1号機（設置から約20年経過）に転用・再利用されることになり、2020年11月19日に転用工事を完了した。
5号機（緊急設置電源）
発電方式：ガスタービン発電方式
定格出力：33.3万kW
使用燃料：軽油
熱効率：約36%（低位発熱量基準）
着工：2011年7月15日
発電開始（試運転）：2012年6月9日
営業運転期間：2012年6月22日 - 2019年3月15日

## 東北地方太平洋沖地震による被害
2011年3月11日に発生した東北地方太平洋沖地震により、3基すべてが自動停止した。4月7日に発生した余震では、2号機は停止中で3、4号機が自動停止した。